# José Luis de Carlos
José Luis de Carlos (Madrid, 5 de mayo de 1943 - Ibidem., 30 de julio de 2020) fue un productor discográfico español.

## Biografía

### Hispavox (1965-1972)
Aunque estudió Derecho y música clásica, su carrera profesional dio un giro de ciento ochenta grados, al entrar en Hispavox en 1965. Allí trabajó como ayudante de dirección musical bajo las órdenes de Roberto Pla. Sus primeras grabaciones se centraron en el mundo del flamenco, con artistas como Los Del Río y Enrique Morente, entre otros.
Con ganas de ampliar su cultura musical, en 1967 solicitó una beca -que le fue otorgada-, para estudiar musicología en Teherán. Tras un año en la capital iraní, al año siguiente se trasladó a Nueva York. Allí conoció Jimi Hendrix y se adentró en el mundo del jazz, con Chuck Mangione.

### CBS (1972-1982)
En 1972 regresó a España para incorporarse a la discográfica CBS, donde permaneció hasta 1982. En esa época trabajó con cantantes tan heterogéneos como: Cecilia, Las Grecas, Los Chorbos, Joaquín Sabina en «Pongamos que hablo de Madrid», Manzanita, Kiko Veneno y Lolita.

### RCA (1982-2000 aprox.)
Tras diez años en CBS, regresó brevemente a Hispavox, donde participó en la grabación del primer álbum de Javier Ruibal, «Duna». En 1986, trabajando en la discográfica RCA, grabó el segundo álbum de Javier Ruibal, «Cuerpo Celeste». El año anterior había colaborado en el álbum del «Rompecorazones» de El Fary, y en el álbum «Marinero de luces» en el que Isabel Pantoja, reaparecía por primera vez tras la muerte de su marido, el torero Paquirri, con un repertorio compuesto por el cantautor conquense José Luis Perales.
En esa época continuó promocionando nuevos talentos, como Rosario Flores o Diego Carrasco.
En la década de los noventa produjo a otros artistas como: Rocío Jurado, con «Como las alas al viento»; Papá Levante, Siempre así, o Tomasito.

### Sony Music (Década 2000)
Los últimos años antes de su jubilación trabajó para Sony Music. En 2004 concluyó su actividad musical, produciendo un disco para el grupo Son del Sol.

### Fallecimiento
Falleció mientras dormía, a los 77 años, en su casa cercana a Madrid.